# (2255) Qinghai
(2255) Qinghai est un astéroïde de la ceinture principale.

## Description
(2255) Qinghai est un astéroïde de la ceinture principale. Il fut découvert le 3 novembre 1977 à Nanking par l'observatoire de la Montagne Pourpre. Il présente une orbite caractérisée par un demi-grand axe de 3,10 UA, une excentricité de 0,15 et une inclinaison de 14,2° par rapport à l'écliptique.

## Compléments